# Adrien Morot
Adrien Francis Morot (Montreal, 1970) és un maquillador canadenc. El 2023 va guanyar l'Oscar al millor maquillatge per La balena (compartint el premi amb Judy Chin i Annemarie Bradley), després d'haver rebut una nominació addicional a la mateixa categoria per la pel·lícula Barney's Version, i ha guanyat el Premi Genie al millor maquillatge dues vegades pel seu treball a Barney's Version i Cruising Bar 2.

## Carrera
Morot havia adquirit diversos interessos artístics des que tenia uns cinc anys. Va dibuixar criatures inspirades en les de les pel·lícules de monstres; esculpides motlles de joguines Star Wars dels seus amics; va experimentar amb plastilina, styrofoam i vaselina per fer màscares; i va començar a fer pel·lícules casolanes als dotze anys. Tot i que inicialment volia entrar al negoci del cinema com a actor acrobàtic, les seves experiències infantils i una lectura d'una ressenya de Fangoria sobre La cosa (1982) és el que va canviar la seva carrera per convertir-se en un artista d'efectes visuals.
Morot va intentar intervenir quan tenia disset anys treballant com a assistent d'atrezzo i fent guió guionista per a diverses pel·lícules fetes a Quebec. Ràpidament es va sentir insatisfet per estar al plató i la manca de treball de FX disponible a la zona. Als 20 anys, va anar a Los Angeles com a part d'una gira que li va oferir el seu amic, Jacques. Després de mostrar la seva cartera a diversos treballadors de la indústria dels efectes, inclòs Tom Savini (un home que va conèixer per primera vegada per la lectura de Fangoria), ràpidament va obtenir sis ofertes de feina.

## Filmografia selecta
- Mrs. Parker and the Vicious Circle - 1994
- Le Vent du Wyoming - 1994
- Octobre - 1994
- Relative Fear - 1994
- The Education of Little Tree - 1997
- El col·leccionista d'ossos - 1999
- Camp de batalla: la Terra - 2000
- The Art of War - 2000
- Maelström - 2000
- Subconscious Cruelty - 2000
- A Glimpse of Hell - 2001
- WiseGirls - 2002
- Le Collectionneur - 2002
- Steal - 2002
- L'Odyssée d'Alice Tremblay - 2002
- No Good Deed - 2002
- The Adventures of Pluto Nash - 2002
- My Little Eye - 2002
- Napoléon - 2002
- Evil Breed: The Legend of Samhain - 2003
- Sur le seuil - 2003
- Beyond Borders - 2003
- Timeline - 2003
- Decoys - 2004
- Secret Window - 2004
- Taking Lives - 2004
- A Hole in One - 2004
- The Day After Tomorrow - 2004
- Noel - 2004
- The Last Sign - 2005
- Where the Truth Lies - 2005
- C.R.A.Z.Y. - 2005
- Guy X - 2005
- Aurore - 2005
- Horloge biologique - 2005
- Human Trafficking - 2005
- The Rocket (Maurice Richard) - 2005
- Les Boys IV - 2005
- The Woods - 2006
- Lucky Number Slevin - 2006
- Bon Cop, Bad Cop - 2006
- The Fountain - 2006
- The Covenant - 2006
- 300 - 2006
- Night at the Museum - 2006
- Decoys 2: Alien Seduction - 2007
- End of the Line - 2007
- L'Âge des ténèbres - 2007
- The Great War - 2007
- Comment survivre à sa mère - 2007
- Redacted - 2007
- Just Buried - 2007
- The Spiderwick Chronicles – 2008
- Martyrs - 2008
- Barney's Version - 2010
- The United States vs. Billie Holiday - 2021
- La balena - 2022

## Obres citades
- Rowe, Michael (May 1997). «The Island of Dr. Morot». Fangoria (162): 28–33.